# Crystal Downs Country Club
Crystal Downs Country Club es un lugar designado por el censo ubicado en el condado de Benzie en el estado estadounidense de Míchigan. En el Censo de 2010 tenía una población de 47 habitantes y una densidad poblacional de 14,45 personas por km².

## Geografía
Crystal Downs Country Club se encuentra ubicado en las coordenadas 44°42′5″N 86°13′51″O / 44.70139, -86.23083. Según la Oficina del Censo de los Estados Unidos, Crystal Downs Country Club tiene una superficie total de 3.25 km², de la cual 3.25 km² corresponden a tierra firme y (0%) 0 km² es agua.

## Demografía
Según el censo de 2010, había 47 personas residiendo en Crystal Downs Country Club. La densidad de población era de 14,45 hab./km². De los 47 habitantes, Crystal Downs Country Club estaba compuesto por el 100% blancos, el 0% eran afroamericanos, el 0% eran amerindios, el 0% eran asiáticos, el 0% eran isleños del Pacífico, el 0% eran de otras razas y el 0% pertenecían a dos o más razas. Del total de la población el 0% eran hispanos o latinos de cualquier raza.